# Fabien Grellier
Fabien Grellier (Aizenay, 31 de octubre de 1994) es un ciclista francés que corre en el equipo Team TotalEnergies de categoría UCI ProTeam, dirigido por el exciclista francés Jean-René Bernaudeau.

## Palmarés
No tiene victorias como profesional.

## Resultados en Grandes Vueltas
| Carrera | Carrera         | 2016 | 2017 | 2018  | 2019  | 2020  | 2021 | 2022 | 2023 | 2024 |
| ------- | --------------- | ---- | ---- | ----- | ----- | ----- | ---- | ---- | ---- | ---- |
|         | Giro de Italia  | —    | —    | —     | —     | —     | —    | —    | —    | ―    |
|         | Tour de Francia | —    | —    | 120.º | 121.º | 117.º | ―    | —    | —    | 90.º |
|         | Vuelta a España | —    | —    | —     | —     | —     | —    | —    | —    | ―    |

—: no participa

Ab.: abandono